# Lurnfeld
Lurnfeld is een gemeente en vlek in het district Spittal an der Drau in het Oostenrijkse Karinthië.
De gemeente bestaat uit (tussen haakjes het aantal inwoners):
| - Altenmarkt (79) - Drauhofen (7) - Göriach (281) - Metnitz (50) - Möllbrücke (1280) | - Pattendorf (164) - Premersdorf (47) - Pusarnitz (524) - Sankt Gertraud (29) | - Sankt Stefan (7) - Steindorf (187) - Stöcklern (44) - Tröbach (19) |
Bad Kleinkirchheim · Baldramsdorf · Berg im Drautal · Dellach im Drautal · Flattach · Gmünd in Kärnten · Greifenburg · Großkirchheim · Heiligenblut am Großglockner · Irschen · Kleblach-Lind · Krems in Kärnten · Lendorf im Drautal · Lurnfeld · Mallnitz · Malta in Kärnten · Millstatt am See · Mörtschach · Mühldorf · Oberdrauburg · Obervellach · Radenthein · Rangersdorf · Reißeck · Rennweg am Katschberg · Sachsenburg · Seeboden am Millstätter See · Spittal an der Drau (stad) · Stall · Steinfeld · Trebesing · Weissensee · Winklern
- Gemeinsame Normdatei: 4099939-7
- Virtual International Authority File: 235507665